# Norsk Hydro

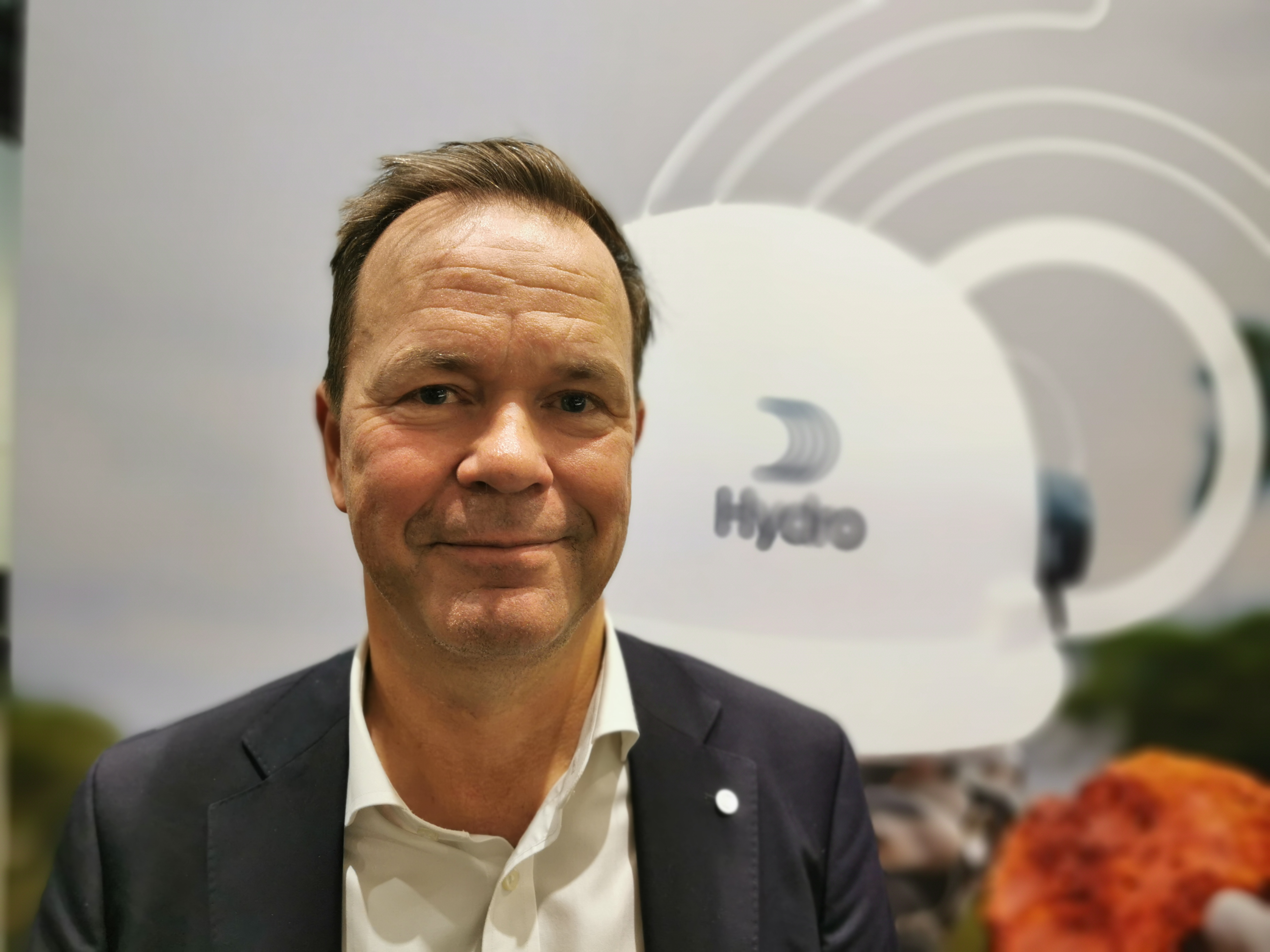
Eivind Kallevik at ALUMINUM 2024

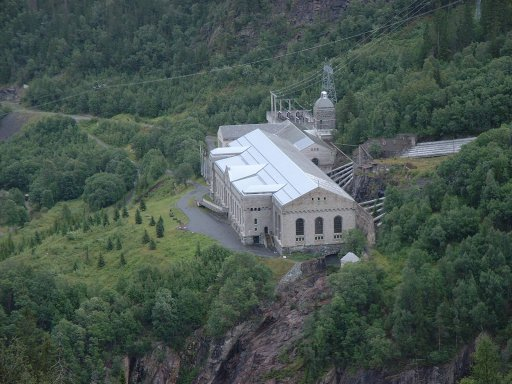
La planta de agua pesada de Vemork.

Norsk Hydro ASA es una empresa de Noruega del sector del aluminio y las energías renovables con sede en Oslo. Hydro es la cuarta compañía mundial en el sector integral del aluminio. Tiene operaciones en 40 países en todo el mundo y está activa en los cinco continentes. El gobierno de Noruega posee el 43,8 por ciento de la compañía, que emplea aproximadamente a 23.000 personas. Svein Richard Brandtzæg fue su director ejecutivo desde 2009 hasta mayo de 2019 cuando dio la dirección a Hilde Merete Aasheim.
La compañía tenía una presencia significativa en la industria del petróleo y gas hasta octubre de 2007, cuando estas operaciones se fusionaron con su empresa competidora Statoil para formar StatoilHydro (en 2009 renombrada Statoil).
Esta empresa no se dedica únicamente a la producción de energía sino también a la producción de fertilizantes artificiales para la agricultura por medio de un proceso de fijación del nitrógeno del aire.
Durante la Segunda Guerra Mundial tenía la única instalación en Europa capaz de producir agua pesada. Por tanto fue objeto de constantes operaciones de sabotaje y bombardeos aéreos hasta su destrucción. Notodden permanece como sede de la división de tecnologías del hidrógeno, un líder mundial en tecnologías de electrólisis alcalina.

## Historia

### Primeros pasos como productor de fertilizantes
Financiada por la familia de origen sueco Wallenberg y por bancos franceses, la compañía fue fundada el 2 de diciembre de 1905 como Norsk hydro-elektrisk Kvælstofaktieselskab (lit. Nitrógeno hidro-eléctrico noruego limited) por Sam Eyde, explotando una tecnología novel en la producción de fertilizantes mediante la fijación de nitrógeno del aire. La tecnología había sido desarrollada por el científico noruego Kristian Birkeland. El método todavía es conocido como el proceso Birkeland–Eyde. El fertilizante fue un importante estímulo para la producción de alimentos en Europa, que era insuficiente para la población en el cambio de siglo. El proceso requería el suministro de grandes cantidades de energía eléctrica, y con este objetivo, se construyó una planta hidroeléctrica en el salto de agua de Svelgfossen cerca de Notodden. Posteriormente se desarrolló la planta hidroeléctrica junto al salto de agua de Rjukanfossen, estableciéndose la ciudad de Rjukan en este proceso.
La primera fábrica de Hydro fue construida en Notodden (inaugurada en 1907) seguida de otras en Rjukan, Tinn (abiertas en 1911). En 1912 se estableció un centro de producción en Glomfjor en Nordland. En 1930 Norsk Hydro abrió una planta en Herøya a las afueras de Porsgrunn. Para iniciar esto debió poner en funcionamiento un puerto marítimo para el transporte del fertilizante así como para la importación de caliza. Desde 1936 Hydro también empezó la producción de fertilizantes en Herøya. También se abrió una línea de ferrocarril, Rjukanbanen, conectando Rjukan con Hærøy. El ferrocarril fue inaugurado en 1909 y consistía en un tren ferry a través de Tinnsjø, un tramo de ferrocarril mediante el Tinnosbanen y un traslado en barcaza desde Borgestad a Herøya a lo largo del Canal de Telemark. El canal fue sustituido por una línea de ferrocarril (Bratsbergbanen) en 1916.
Hacia la década de 1920, la tecnología mediante arco eléctrico de Norsk Hydro para la fabricación de fertilizante artificial no podía continuar compitiendo con los procesos más modernos de fabricación mediante el proceso Haber-Bosch, y en 1927 la compañía formó una unión empresarial con la compañía alemana IG Farben para conseguir acceso al proceso. Hacia 1945, IG Farben se había convertido en el accionista mayoritario de Norsk Hydro. La planta de Herøya fue el resultado directo de no depender de la proximidad inmediata de las fuentes de energía. Esto proporcionó la ventaja de poder tener plantas de producción y puertos marítimos en la misma localización, como el caso de la planta de Herøya.

### Producción de agua pesada en Rjukan

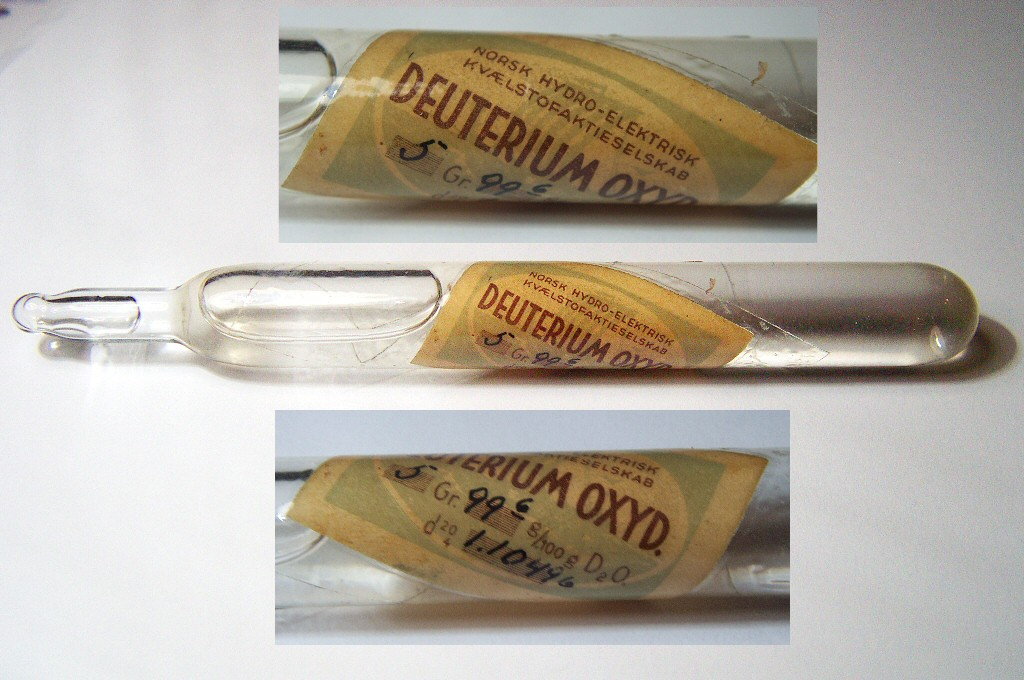
Muestras de "Agua pesada" fabricadas por Norsk Hydro.

La planta de Rjukan fue la única localización en Europa que producía agua pesada, un componente que las potencias aliadas durante la II Guerra Mundial temían que pudiera ser utilizado como parte del programa de producción de energía nuclear alemán, y como consecuencia fue objetivo de varios raids aéreos y operaciones de sabotaje de comandos especiales que finalmente resultaron en la destrucción de la planta y posterior reconstrucción.

### Los primeros metales
Los primeros pasos en la producción de metales ligeros se iniciaron en 1940 cuando Hydro empezó la construcción de la planta de carbonato de magnesio en la planta de Herøya, pero la invasión alemana de Noruega paralizó los plantes.
Durante la II Guerra Mundial Norsk Hydro colaboró con IG Farben y Nordische Aluminium Aktiengesellschaft (Nordag) en la construcción de nuevas plantas de aluminio y magnesio en apoyo de los esfuerzos de guerra de Alemania. La construcción fue sin embargo finalizada el 24 de julio de 1943, cuando un bombardeo aliado destruyó completamente las instalaciones, matando 55 trabajadores de la construcción. Cuando la derrota de Alemania se hizo más plausible, Norsk Hydro empezó a reducir el tono de las relaciones de colaboración con los ocupantes.
En 1946 fue abierta la planta de aluminio de Årdal, operada por la compañía estatal Årdal og Sunndal Verk. En una fusión Hydro adquirió esta compañía en 1986, en esencia estableciendo la división de metales ligeros Hydro Aluminium.
Desde 1919 ha existido primero producción de zinc, y después de aluminio en Glomfjord en el norte de Noruega. Hydro compró la planta eléctrica en 1946 y empezó la producción de amoníaco en su lugar. En la década de 1950 Hydro abrió una nueva planta de magnesio en Herøya y en 1963, Hydro empezó, en cooperación con Harvey Aluminum, la construcción de una planta en Karmøy para la producción de aluminio. La planta, denominada Alnor, fue enteramente adquirida por Hydro en 1973.
En 2002 Hydro adquirió el productor de aluminio líder alemán Vereinigte Aluminium Werke de la compañía de servicios E.ON.

### En la era del petróleo
En 1965 Hydro se unió a Elf Aquitaine y seis otras compañías francesas para la exploración de petróleo y gas en el mar del Norte. Hydro pronto se convirtió un uno de los grandes operadores en la industria del petróleo en el mar del Norte, y convirtiéndose en operador de varios campos petrolíferos, siendo el primero el de Oseberg.
En 1969 Hydro empezó sus primeras operaciones internacionales, con la toma del 25% de participación en una planta de fertilizantes en Catar.
Hydro adquirió a final de la década de 1980 las estaciones de servicio de Mobil en Noruega, Suecia y Dinamarca, cambiando su nombre a Hydro. En 1995 Hydro fusionó sus gasolineras en Noruega y Dinamarca con Texaco, creando la sociedad conjunta (joint venture) HydroTexaco. La cadena de estaciones de servicio fue vendida en 2006 a Reitangruppen. En 1999 Hydro adquirió Sada Petroleum, la tercera mayor compañía petrolera de Noruega, que tenía sus principales operaciones de exploración y explotación en Noruega y Reino Unido. Las operaciones británicas fueron posteriormente vendidas.
El negocio de fertilizantes de Hydro fue segregado en una compañía cotizada en bolsa independiente, Yara International, el 26 de marzo de 2004. Hydro distribuyó todas sus acciones de Yara entre los accionistas de Hydro y en la actualidad no posee participación en Yara.
En diciembre de 2006 Norsk Hydro reveló una propuesta para fusionar el negocio del petróleo con la compañía compatriota de petróleo y gas Statoil. Bajo las reglas del Espacio Económico Europeo (EEE) la propuesta fue aprobada por la Unión Europea el 3 de mayo de 2007 y por el Parlamento Noruego el 8 de junio de 2007. La fusión fue completada el 1 de octubre de 2007. Hydro tomó una participación accionarial del 32,7% de la nueva compañía, denominada StatoilHydro.

## Controversias
En los últimos años, Norsk Hydro ha sido criticada por mantener operaciones en Rusia a pesar de las sanciones internacionales y las tensiones geopolíticas tras la invasión rusa de Ucrania. Según el proyecto Leave Russia, la empresa mantiene una presencia en Rusia, lo que ha generado preocupaciones sobre sus prácticas comerciales éticas y su posición respecto a los derechos humanos.

## Operaciones

### Aluminio
Hydro es la cuarta mayor compañía mundial en el sector del aluminio integral. En Noruega Hydro tiene plantas en Rjukan, Porsgrunn, Vennesla, Karmøy, Høyanger, Årdal, Sunndalsøra, Holmestrand y Magnor. La corporación también tiene plantas en el extranjero.
Qatalum será la mayor planta de aluminio jamás construida. Estará localizada en Catar y es una sociedad conjunta (joint venture) entre Qatar Petroleum y Hydro. Tendrá capacidad durante la primera fase de 585.000 toneladas de aluminio primario. Una planta eléctrica de 1350 MW de gas natural también será construida para asegurar la estabilidad en el suministro eléctrico.

### Energía
Hydro es un importante productor de energía eólica e hidroeléctrica. En mayo de 2005, Norsk Hydro se convirtió en uno de los principales socios en un proyecto de energías renovables en Portugal aprovechando la fuerza mareomotriz. El proyecto incluye convertidores de energía de olas Pelamis P-750 desarrollados por Pelamis Wave Power (anteriormente Ocean Power Delivery) para una producción estimada de 2,25 megawatts de energías renovables durante el año siguiente.

### Hydro Agricultura
A pesar de que Hydro empezó sus actividades como productor de fertilizantes y los productos agrícolas eran la mayor división de la compañía, la división de agricultura fue separada en 2004 en la compañía independiente Yara International, listada en la bolsa de Oslo.

## Directores ejecutivos
- 1905-1917 Sam Eyde
- 1918-1926 Harald Bjerke
- 1926-1941 Axel Aubert
- 1941-1956 Bjarne Eriksen
- 1956-1967 Rolf Østbye
- 1967-1977 Johan B. Holte
- 1977-1984 Odd Narud
- 1984-1991 Torvild Aakvaag
- 1991-2001 Egil Myklebust
- 2001-2009 Eivind Reiten
- 2009-2019 Svein Richard Brandtzaeg
- 2019-Actualidad Hilde Merete Aasheim